# Морально-психологическое обеспечение

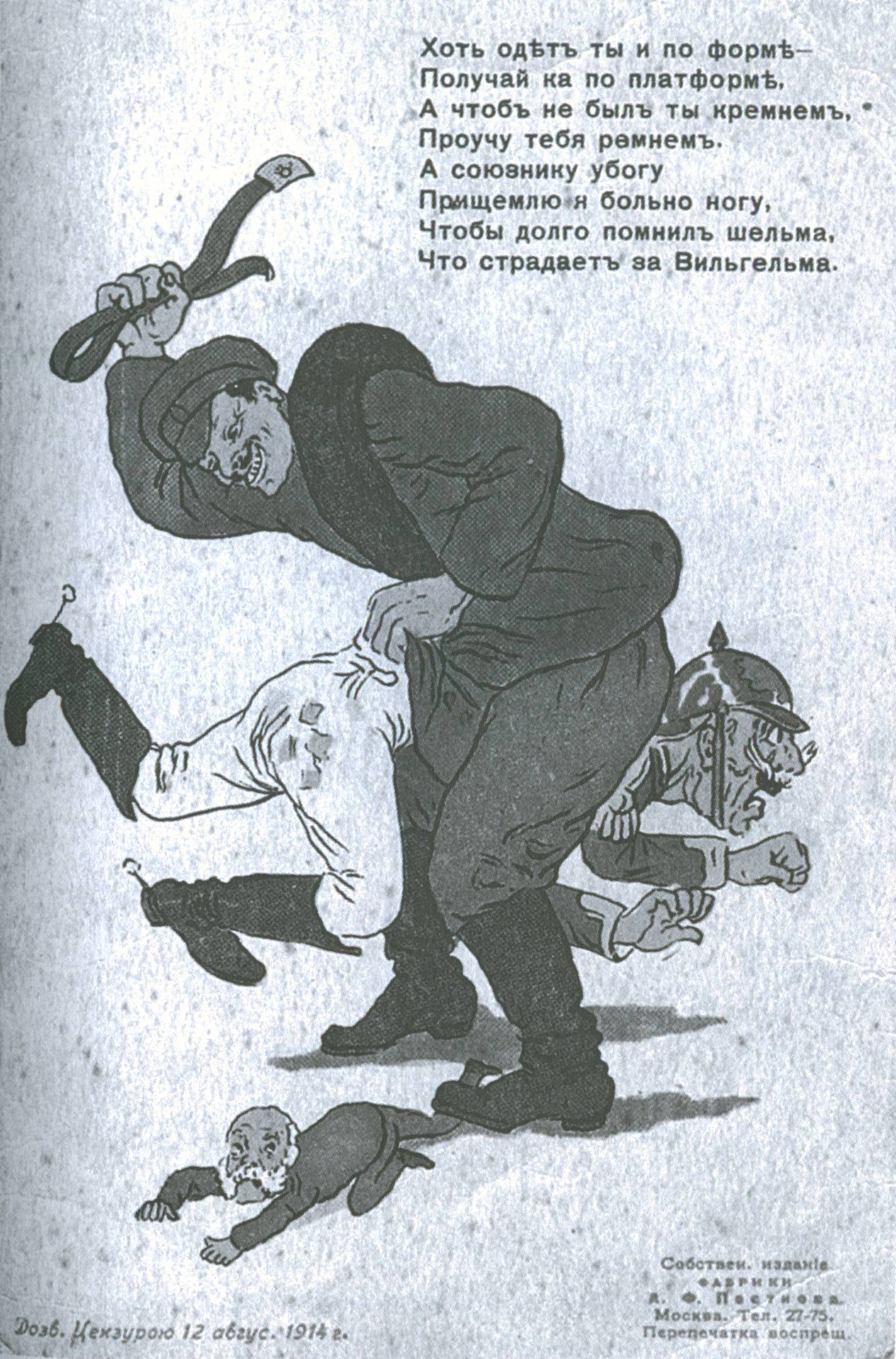
Российская открытка с карикатурой периода Первой мировой войны, принижающая боевые возможности противника (рейхсхеера).
Один из элементов морально-психологического обеспечения (пропаганда)

Морально-психологическое обеспечение — система мероприятий, направленная на поддержание морального духа и боевого духа военнослужащих. Один из основных видов обеспечения военных (боевых) действий. Основой системы мероприятий является идеологическая работа (пропаганда и агитация), а также психологическая тренировка военнослужащих.

## Терминология

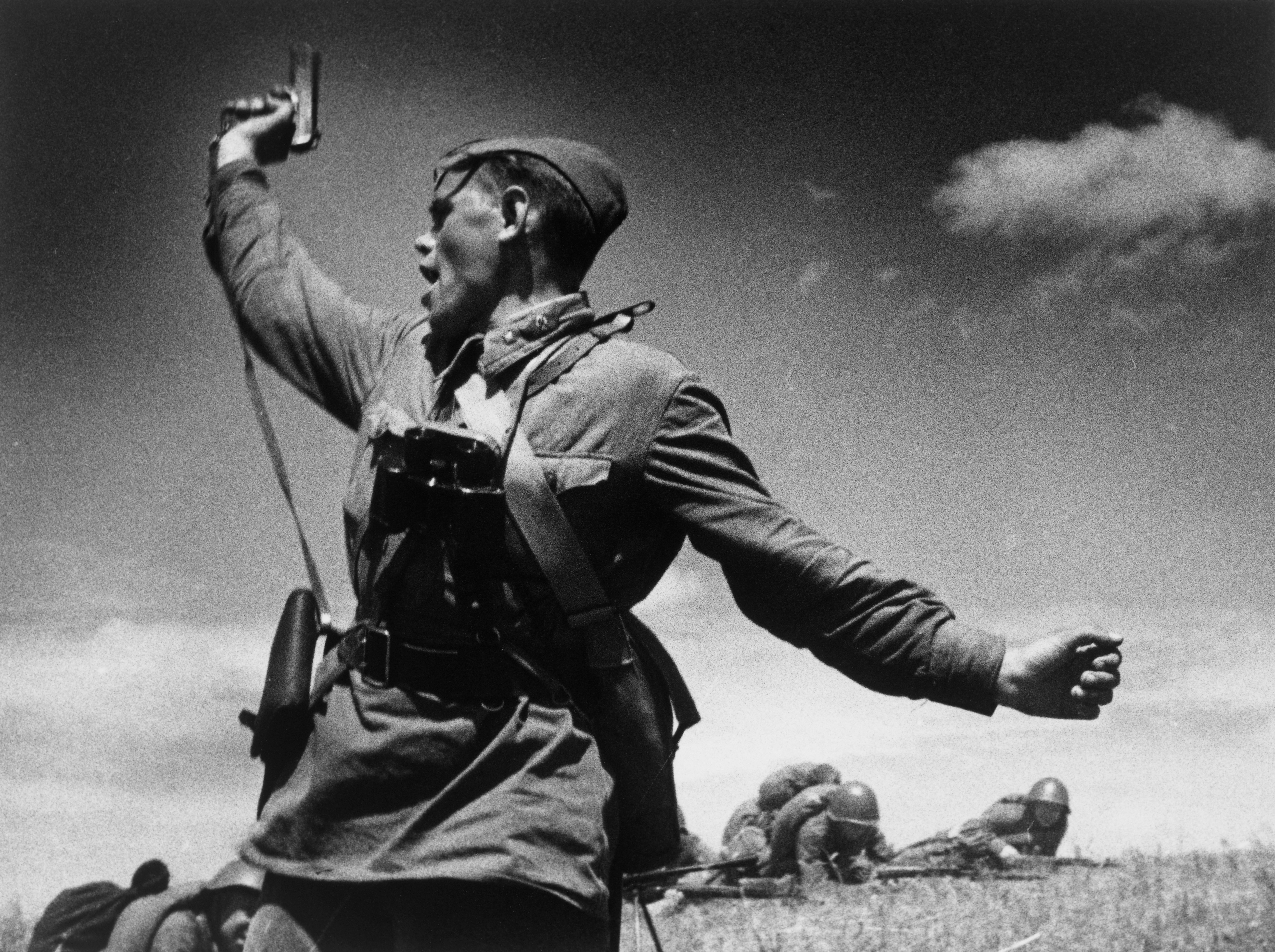
«Комбат» — знаменитая фотография Макса Альперта.
Снимок использовался как средство морально-психологической подготовки военнослужащих Красной армии в годы Великой Отечественной войны

К задачам, решаемым морально-психологическим обеспечением, как к комплексу мероприятий относятся такие понятия, как морально-психологическое состояние и морально-психологическая подготовка.
Морально-психологическое состояние — качественная определённость индивидуума, группы общества, характеризующая направленность и динамику индивидуальных психических процессов, психологических (межличностных) отношений в воинском коллективе, массовых общественно-психологических явлений. В вооружённых силах морально-психологическое состояние личного состава является выражением отношения военнослужащих к воинскому долгу, их готовности и способности сознательно, активно и ответственно выполнять служебные обязанности в мирное время, боевые задачи в условиях войны.
Морально-психологическая подготовка (психологическая подготовка) — система мероприятий, проводимая с военнослужащими с целью подготовки их в моральном и психологическом плане к участию в боевых действиях и успешному выполнению поставленных боевых задач в мирное и военное время.
Мобилизующее воздействие (Мотивация) — одна из главных целей морально-психологической подготовки, заключающаяся в готовности военнослужащего вступить в бой, в стремлении победить, в проявлении чувства ответственности за результативность боя. Мобилизующее воздействие также выражается в повышении психического напряжения, которое позволяет военнослужащему сконцентрироваться на решении боевой задачи и помогает преодолеть различные страхи, связанные с инстинктом самосохранения, возникающие в боевой обстановке («танкобоязнь», «самолётобоязнь», «боязнь высоты», «водобоязнь» и т. д.), которые могут сковать действия и решительность военнослужащего.
Морально-психологическое обеспечение создаёт условия для осуществления морально-психологической подготовки, что в итоге приводит морально-психологическое состояние военнослужащих к необходимым требованиям для выполнения поставленных боевых задач.

## Задачи морально-психологического обеспечения

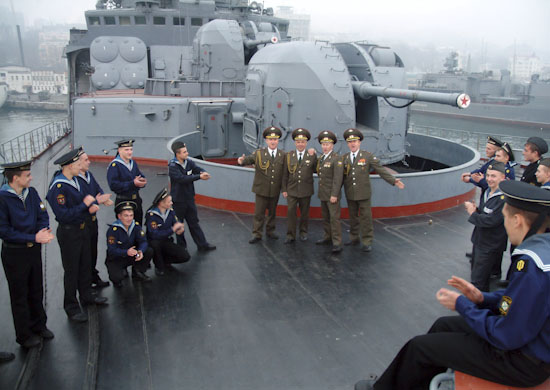
Выступление песенного коллектива Академического ансамбля песни и пляски имени Александрова на военном корабле.
Одно из средств морально-психологического обеспечения (культурно-досуговая работа) в Вооружённых силах Российской Федерации

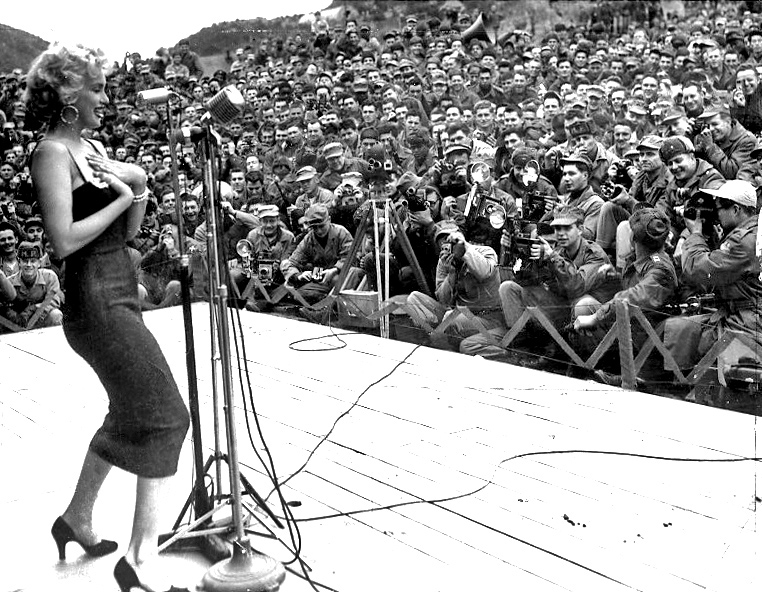
Выступление Мэрилин Монро перед военнослужащими армии США.
Пример культурно-досуговой работы.
Южная Корея. 1954 год

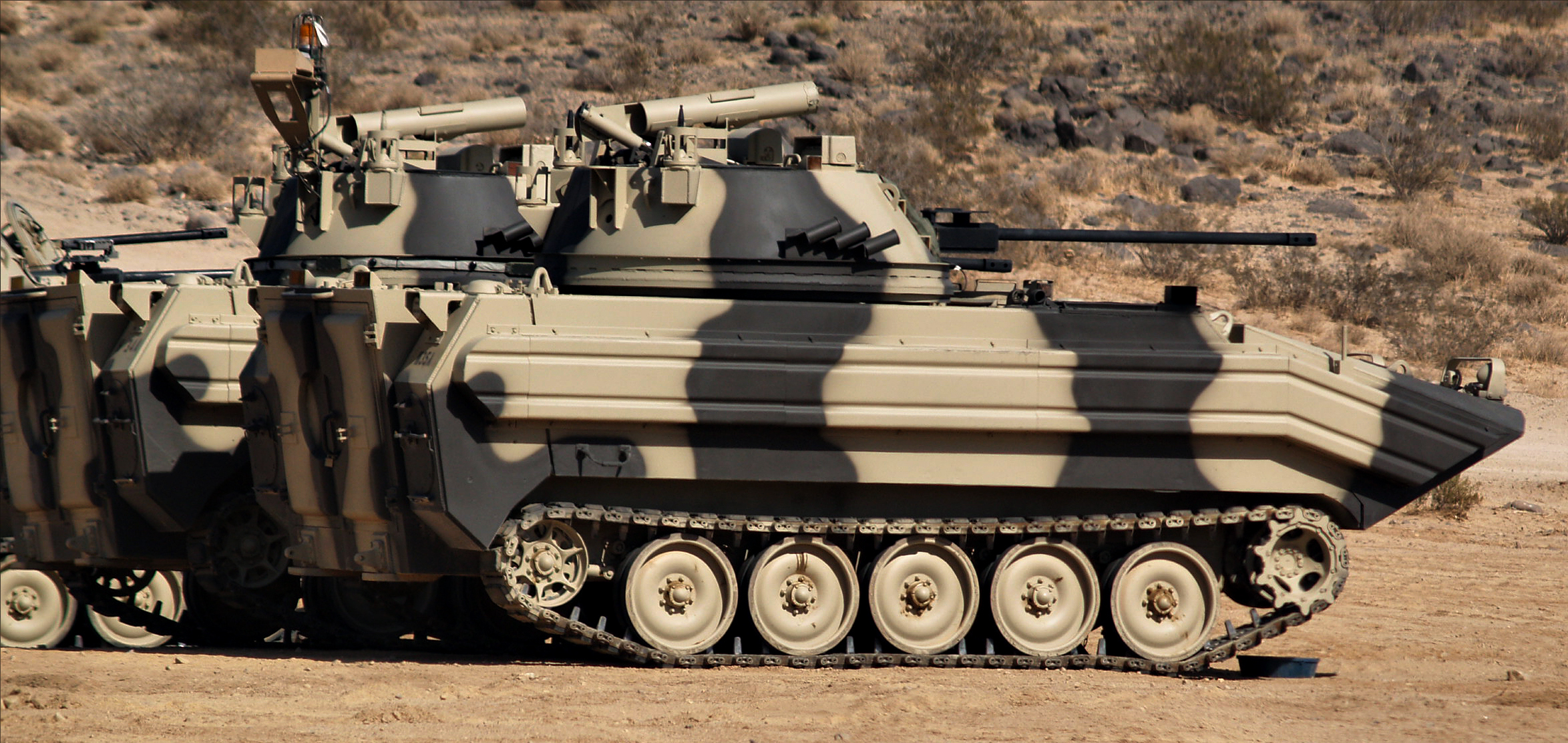
Имитация советской БМП-2, созданная на базе американского БТР М113.
Реалистичная подача условного противника в военных учениях — суть программы «Противостоящие силы» как элемента морально-психологической подготовки военнослужащих в Армии США

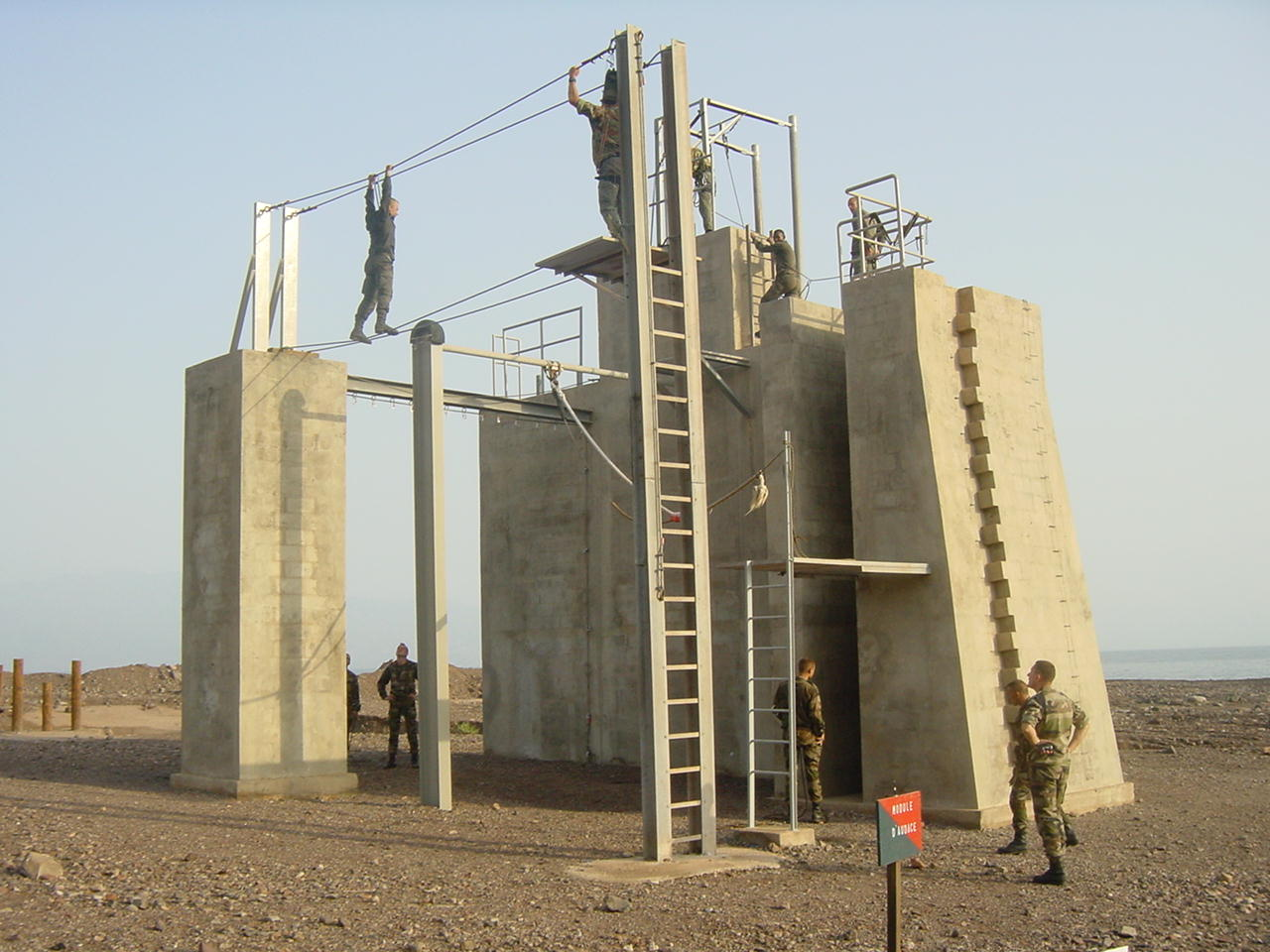
Упражнение по преодолению высотной полосы препятствий в Иностранном легионе Франции.
Кроме физической подготовки, такая тренировка является элементом морально-психологической подготовки, помогающей в данном случае преодолеть боязнь высоты

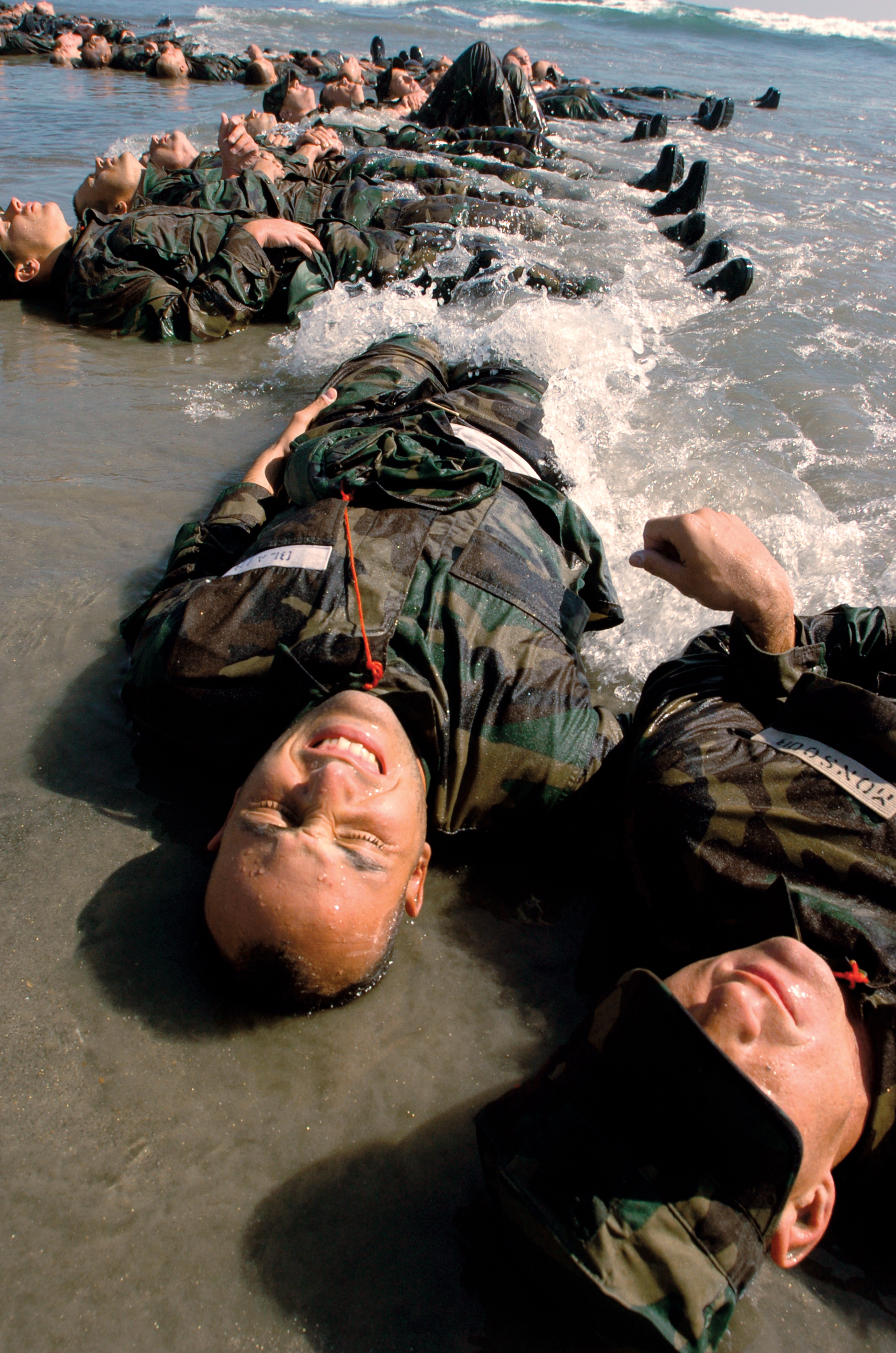
Испытание прибоем.
Элемент морально-психологической подготовки кандидатов в разведывательно-диверсионные формирования ВМС США

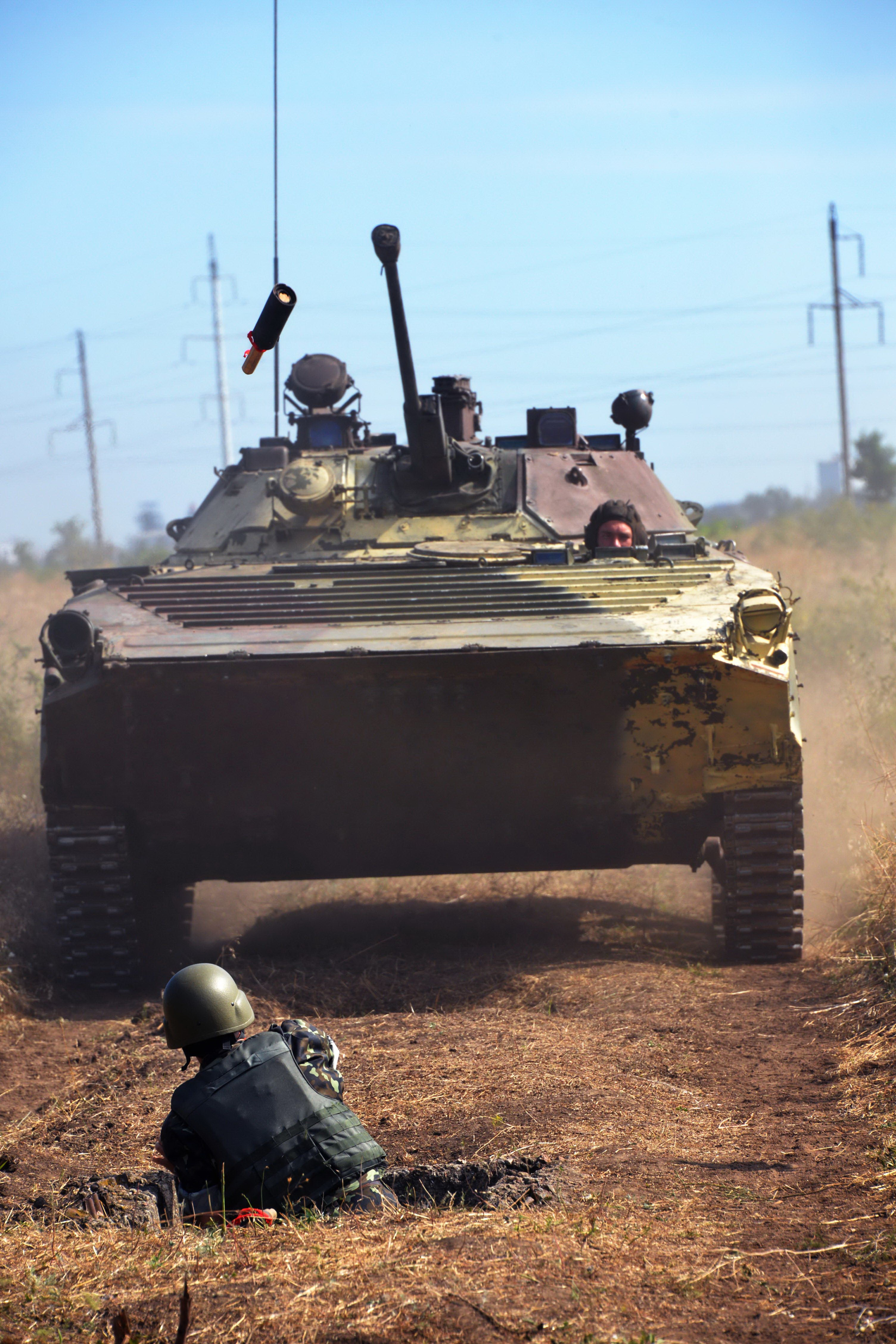
Обкатка танком.
Элемент морально-психологической подготовки.
Украина. 2015 год

Морально-психологическое обеспечение (психологическое обеспечение) решает следующие задачи:
- формирование и поддержание высокого морального духа армии;
- поддержание морально-психологического состояния и дисциплины личного состава;
- поддержание правопорядка в воинской среде;
- сплочение воинских коллективов;
- противодействие информационно-психологическому воздействию противника;[7]
- выработка у военнослужащих психологической готовности к участию в боевых действиях и психологической устойчивости к стрессам.

Морально-психологическое обеспечение является непрерывной системой мероприятий и служит необходимой основой для процесса морально-психологической подготовки военнослужащих.

## Составляющие морально-психологического обеспечения
Морально-психологическое обеспечение в Вооружённых силах Российской Федерации осуществляется во всех видах боевой и повседневной деятельности войск и мало чем отличается от аналогичного комплекса мероприятий в вооружённых силах других государствах. В военных (боевых) действиях оно планируется и проводится на основе решения командующего по следующим направлениям:
- информационно-воспитательная работа;
- социально-психологическая работа;
- социально-правовая работа;
- культурно-досуговая работа;
- противодействие информационно-психологическому воздействию противника.

Средствами морально-психологического обеспечения являются:
- технические средства обучения и воспитания;
- культурно-досуговые учреждения;
- военные печатные издания;
- военное телерадиовещание.

В интересах морально-психологического обеспечения действий войск также привлекаются средства государственных учреждений, обществ, объединений, религиозных организаций и творческих коллективов.
Важным компонентом полноценного морально-психологического обеспечения считается проведение военных учений в условиях, максимально приближенных к боевым. Главным условием в таких учениях является психологическая модель современного боя, полностью имитирующая боестолкновение, которое может произойти в реальности. Для проведения военного учения, максимально приближенного к боевым условиям, используются:
- различные средств имитации боя:

- учебные взрывчатые вещества;
- имитаторы ядерного взрыва;
- учебные рецептуры отравляющих веществ;
- имитационные гранаты и фугасы;
- взрывные пакеты, дымовые шашки, ракеты (сигнальные), огнесмеси, холостые патроны и т. д.
- трансляции записей шумовых эффектов боя (выстрелы танков, орудий, разрывы снарядов, мин, звуковых низколетящих самолетов и т. д.;

- создание пожаров;
- расстановка макетов повреждённой техники;
- установка всевозможных инженерных заграждений и препятствий, включая применяемые внезапно (имитационные минные поля, проволочные и малозаметные ограждения, рвы, ловушки, завалы, баррикады, разрушенные участки дорог и мостов).

В подобных учениях требуется организация реального противодействия в виде условного противника (подготовленная группа личного состава, двухсторонняя игра силами двух взводов и т. д.).

## Морально-психологическое обеспечение в вооружённых силах разных государств

### Вооружённые силы СССР
Основы морально-политического обеспечения Вооружённых сил СССР начали разрабатываться в годы гражданской войны и достигли большого развития на опыте боевых действий в ходе Великой Отечественной войны.
Главными направлениями морально-психологического обеспечения боевых действий Красной Армии в военные годы была выработка у военнослужащих психологических и боевых качеств, востребованных для выполнения боевой задачи в сложной и опасной для жизни обстановке. Проводилась планомерная работа по воспитанию и развитию у личного состава мужества, отваги, героизма, храбрости, эмоционально-волевой устойчивости, способности ориентироваться в сложной боевой обстановке, готовности к самопожертвованию, дисциплинированности и исполнительности, верности воинскому долгу, войскового товарищества и взаимовыручки в бою и других качеств. Основным методом в морально-психологической подготовке являлось усиление патриотических чувств.
Для преодоления страха перед боем и уверенности военнослужащих в себе применялись различные методы. Проводились встречи необстрелянного пополнения с опытными военнослужащими, отличившимися в боях, с целью распространения боевого опыта. Личный состав отводился с передовой в тыл для проведения специальных занятий по преодолению психологических барьеров, возникающих в бою, таких как «танкобоязнь» и «самолётобоязнь».
Для снятия накопившихся в ходе боевых действий стрессов у военнослужащих в ближайшем от передовой тылу в полевых условиях организовывались концерты с выступлением танцевальных, песенных и театральных групп — так называемые «фронтовые бригады», в составе которых были известные советские деятели искусства.
Были созданы и отработаны инструменты морально-психологического обеспечения, которые оказывали на военнослужащих мобилизующее воздействие, заключающееся в готовности участвовать в боевых действиях. К таковым относятся:
- приказы и выступления Верховного Главнокомандующего И. В. Сталина, особенно сформулированные в них боевые призывы («Стоять на смерть! Ни шагу назад», «Очистим советскую землю от немецко-фашистских захватчиков!», «Добьем фашистского зверя в его собственной берлоге, водрузим Знамя Победы над Берлином!»);
- своевременное представление военнослужащих, отличившихся в боях, к правительственным наградам и вручение их перед строем личного состава;
- идеологическое и морально-психологическое воздействие на войска и население фашистской Германии путём специальной пропаганды;
- пропаганда боевых традиций Российской империи и Русского царства с учреждением новых боевых орденов (Отечественной войны, Суворова, Ушакова, Кутузова, Нахимова, Богдана Хмельницкого, Александра Невского);
- введение традиционной для Русской императорской армии формы одежды, погон и офицерских званий;
- присвоение воинским формированиям отличившимся в боях гвардейского статуса и почетных наименований.

В отличие от Вооружённых сил Российской Федерации, аналогичный комплекс мероприятий в Вооружённых силах СССР, преследующих те же самые цели, официально не относился к видам обеспечения боевых действий и назывался обобщающим термином морально-политическая подготовка. Существенным отличием морально-политической подготовки советских военнослужащих от армий многих зарубежных стран была идеологическая направленность, основанная на мировоззрении марксизма-ленинизма и коммунистических идеалах. Контроль за моральным обликом военнослужащих срочной службы дополнительно осуществлялся по линии комсомольских организаций, а за офицерским составом — партийными организациями воинских частей. Важной составляющей морально-психологической подготовки являлось доведение до всех военнослужащих решений, принимаемых Центральным комитетом КПСС, а также разъяснение политики СССР и КПСС, государственных интересов и сущности войны в защиту СССР.

### Вооружённые силы стран НАТО
Морально-психологическое обеспечение в вооружённых силах стран НАТО имеет много общего с практикой, осуществляемой в Вооружённых силах Российской Федерации.
Основными направлениями морально-психологической подготовки в вооружённых силах стран НАТО являются:
- формирование и развитие у военнослужащих высоких военно-профессиональных качеств;
- положительная мотивация к воинской службе;
- выработка у личного состава чувства патриотизма, верности национальным ценностям;
- освоение навыков выживания в плену;
- подготовка к ведению длительных боевых действий в экстремальных условиях;
- занятия по физическому воспитанию военнослужащих.

Для морально-психологического обеспечения войск обязательным является информационно-воспитательная работа личного состава для формирования взглядов и убеждений военнослужащих в соответствии с характером проводимой государственной военной политики. Для этой цели широко используются средства военной печати (газеты и журналы), военного радио- и телевещание. Также проводятся лекции, беседы, семинары, дискуссии и коллоквиумы, а также просмотры кино- и видеоматериалов. В среде военнослужащих и гражданского населения проводится пропаганда преимуществ военной службы с целью формирования у данных категорий позитивной мотивации к службе.
Военные ведомства западных стран разрабатывают специальные программы, обеспечивающие реализацию социально-экономических прав военнослужащих. Данные программы преследуют следующие цели:
- формирование высокого морального духа военнослужащих и членов их семей, обеспечение высокой эффективности деятельности личного состава, повышение привлекательности и престижности военной службы;
- обеспечение и поддержание социально-бытового статуса военнослужащих и членов их семей, необходимого уровня физического и интеллектуального развития личного состава;
- обеспечение занятости и повышение уровня образования членов семей военнослужащих;
- предоставление условий для рационального использования внеслужебного времени военнослужащими и членами их семей;
- обеспечение благоприятных условий жизни военнослужащих и придание им уверенности в будущем.

В целях поддержания необходимого морально-психологического состояния военнослужащих в странах НАТО военное ведомство ведёт целенаправленную работу через средства массовой информации по позитивному воздействию на военнослужащих. В этом плане экспертами выделяется опыт создания на период боевых кампаний так называемых «репортёрских пулов» — узкого круга доверенных гражданских журналистов, которые формируют у гражданского населения выгодное представление о тех или иных событиях из зоны боевых действий. Подобные журналистские «пулы» дают возможность не только информирования, но и дезинформирования мирового общественного мнения в интересах стратегической маскировки.
Основным упором в морально-психологической подготовке военные психологи стран НАТО делают на муштре с целью помешать развитию сознания военнослужащих, отработать до автоматизма определённые навыки с целью обеспечения устойчивого перенесения личным составом максимальных психологических нагрузок военного времени. Психологические тренировки военнослужащих насыщаются тяжёлыми марш-бросками, решением различных вводных, длительным пребыванием без сна и пищи, всякими физическими нагрузками, выполнением спасательных работ, действиями в противогазах и защитных костюмах. Приближение учений к реальным условиям боя имеет цель культивирования у военнослужащих навыков агрессии и убийств, автоматического выполнения приказов командира. Особое значение психологической подготовке придаётся в разведывательно-диверсионных формированиях, где военнослужащих обучают действовать в тылу противника в тяжёлых климатических условиях без запасов пищи и воды.
К примеру в психологическую подготовку кандидатов для поступления на службу в разведывательно-диверсионные формирования «зелёных беретов» Армии США входят продолжительные различные физические упражнения и перетаскивание тяжестей в яме с грязью в течение нескольких дней. При этом военнослужащим приходится испытывать физическую боль и недостаточность сна. Цель подобных занятий довести военнослужащих до грани физического и морального истощения. Военнослужащих изначально заставляют привыкать к неопределённости заданий которых им предстоит выполнить. Учитывая возможность попадания разведчика в плен противника, в программу психологической подготовки входит условное прохождение военнослужащего через лагерь для военнопленных, в котором практикуется жёсткое обращение со стороны надзирателей, проведение длительных допросов, лишение сна и приём пищи низкого качества. Посредством подобных занятий достигается психологическая устойчивость военнослужащих к физическим нагрузкам и беспрекословное подчинение. Также военнослужащих обучают навыкам убивать противника из различного оружия, включая использование приёмов рукопашного боя. При этом американские военные психологи отмечают крайнюю необходимость моральной подготовки военнослужащего к совершению убийства, во избежание последующих психологических травм:

В статье, недавно вышедшей в журнале «Военное обозрение» («Military Review»), издаваемом оборонным ведомством раз в два месяца, было озвучено предупреждение о том что отработка рефлексов к совершению быстрого убийства может быть психологической бомбой замедленного действия.
«...Обучать солдат эффективно убивать — несёт пользу для них, так как помогает им выжить на поле боя..."— писал майор Питер Килнер, преподающий философию в Вест-Пойнте — "...Однако обучать солдат убивать, не объясняя им, почему морально допустимо убивать в бою — ущербно... Когда солдаты убивают основываясь на рефлексах — подобная военная подготовка эффективно подрывает их моральную устойчивость - они обдумывают свои действия в моральном плане только после того, как это произошло. Если они не могут для себя обосновать необходимость совершённых ими действий, они часто страдают от чувства вины и получают психологическую травму...»
Оригинальный текст (англ.)A recent article in Military Review, a magazine published every other month by the Army, warned that reflex-quick killing can be a psychological time bomb.
«...Training soldiers to kill efficiently is good for them because it helps them survive on the battlefield...» — wrote Major Peter Kilner, who teaches philosophy at West Point — «...However, training soldiers to kill without explaining to them why it is morally permissible to kill in combat is harmful. . . . When soldiers kill reflexively - when military training has effectively undermined their moral autonomy — they morally deliberate their actions only after the fact. If they are unable to justify what they have done, they often suffer guilt and psychological trauma...»
— «Пуленепробиваемый мозг» («A Bulletproof Mind»). The New York Times Magazine
В годы холодной войны в армии США для морально-психологической подготовки военнослужащих были приняты меры по созданию на военных учениях максимально реалистичного образа противника. Мероприятия сводились к созданию формирований условного противника с военной техникой, имитирующей образцы, стоявшие на вооружении Советской армии, либо образцов трофейной советской техники, приобретённой у Израиля, полученных последним в военных действиях в ходе арабо-израильского конфликта. В некоторых случаях имитация советской военной техники сводилась к нанесению на американские образцы пятиконечных красных звёзд. В других случаях в ходе конструктивных переработок американские образцы вооружения приобретали достаточно близкое визуальное сходство с советскими образцами. Кроме США, такой подход к учениям получил распространение в Австралии, Канаде и в других государствах. Данная программа получила название «Противостоящие силы» (англ. Opposing force) и существует с 1970-х годов.